# Parzaommomyia
Parzaommomyia is een geslacht van vliesvleugeligen uit de familie Eulophidae. De wetenschappelijke naam van dit geslacht is voor het eerst geldig gepubliceerd in 1915 door Girault.

## Soorten
Het geslacht Parzaommomyia omvat de volgende soorten:
- Parzaommomyia achterbergi Gumovsky & Ubaidillah, 2002
- Parzaommomyia africana Gumovsky & Ubaidillah, 2002
- Parzaommomyia crassicornis Gumovsky & Ubaidillah, 2002
- Parzaommomyia incompleta Gumovsky & Ubaidillah, 2002
- Parzaommomyia malabarica Narendran, 2004
- Parzaommomyia sulensis Gumovsky & Ubaidillah, 2002
- Parzaommomyia tenuicorpus Girault, 1915